# 驱氢
驅氫或稱除氫退火（Low hydrogen annealing）指減少金屬材料中氫含量以防止氫脆的一種熱處理方式。

## 處理程序描述
將工件置入除氫退火爐中，以200°C至300°C的溫度加熱數小時。過程中原本密封於工件中的氫原子會以瀉流的機制離開金屬材料。除氫退火的主要運用時機在於工件經焊接或電鍍後。